# Euclimacia zonalis
Euclimacia zonalis är en insektsart som beskrevs av Navás 1914. Euclimacia zonalis ingår i släktet Euclimacia och familjen fångsländor. Inga underarter finns listade i Catalogue of Life.